# 5. stoljeće
◄ | 1. tisućljeće pr. Kr. | 1. tisućljeće | 2. tisućljeće | ►
◄ | 3. stoljeće | 4. stoljeće | 5. stoljeće | 6. stoljeće | 7. stoljeće | ►
400-ih | 410-ih | 420-ih | 430-ih | 440-ih | 450-ih | 460-ih | 470-ih | 480-ih | 490-ih
5. stoljeće je je razdoblje od 401. do  500. godine.

## Glavni događaji i razvoji
- S područja današnje Danske iseljavaju se Angli i Juti, a useljavaju se Danci iz Skandinavije koji ratuju s tamošnjim Frižanima.
- Palo Zapadno Rimsko Carstvo

## Osobe
- Honorije Rimski car 395. – 423. Barbari počinju uništavati Carstvo.
- Teodozije II. Rimski car 408. – 450. Proglašava kršćanstvo jedinom dopuštenom religijom.
- Gajzerik kralj Vandala 422. – 478. Najvažniji barbarski rušitelj Rimskog Carstva.

## Vanjske poveznice
|  | Zajednički poslužitelj ima još gradiva o temi 5. stoljeće |